# Immunoglobuline A
Pour les articles homonymes, voir IGA.

Schéma d'un dimère d'immunoglobuline A sécrétoire montrant la chaîne H (en bleu), la chaîne L (en rouge), la chaîne J (en magenta) et le composant sécrétoire (en jaune).

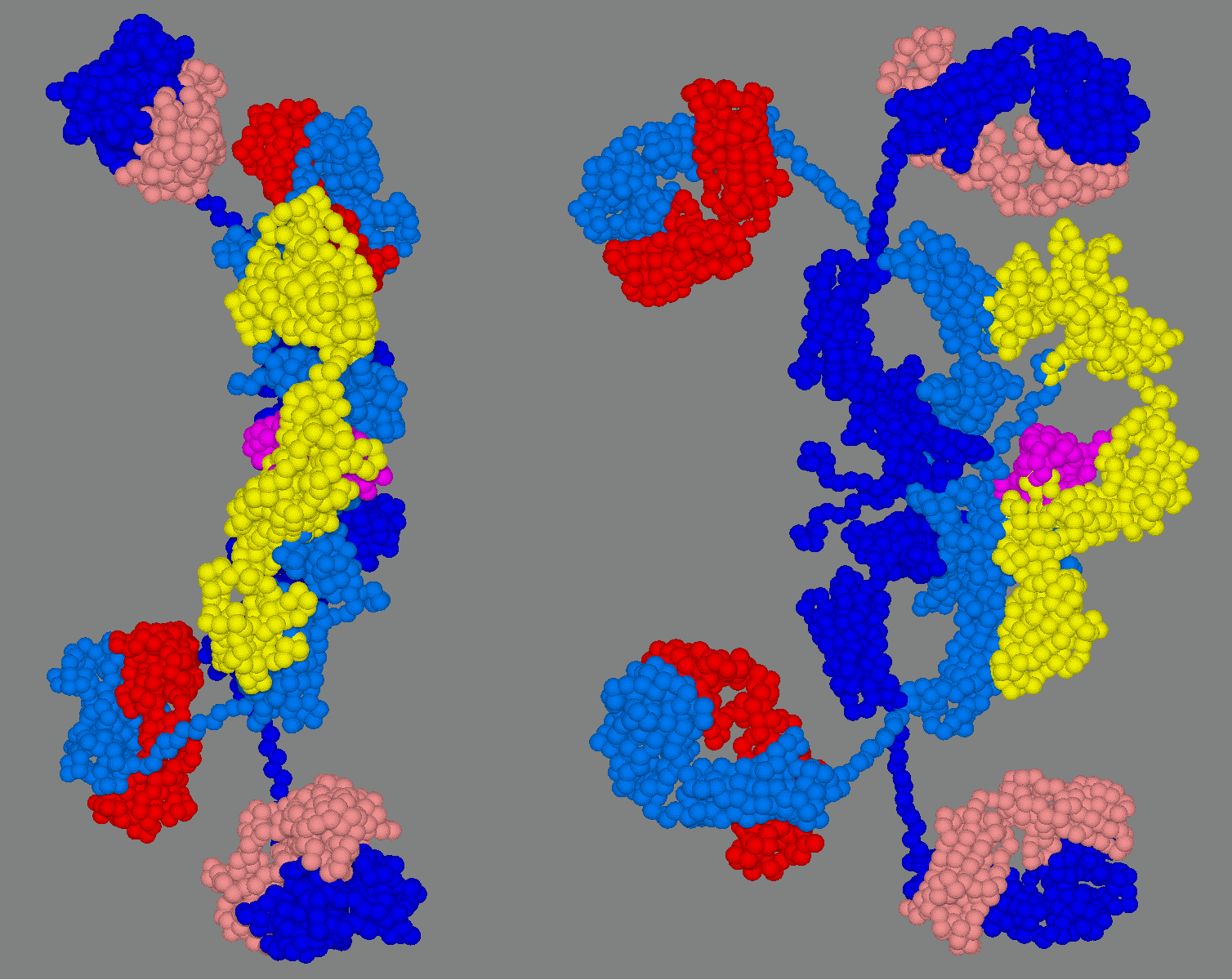
Deux vues, l'une tournée à 90 degrés l'une par rapport à l'autre, des chaînes d'acides aminés comprenant des IgA1 sécrétoires. Les couleurs sont les suivantes : chaînes H (bleu et bleu clair), chaînes L (rouge et rouge clair), chaîne J (magenta) et composant sécrétoire (jaune). Les coordonnées de chaque atome de carbone de l'épine dorsale ont été dérivées de l' entrée de la PDB 3CHN.

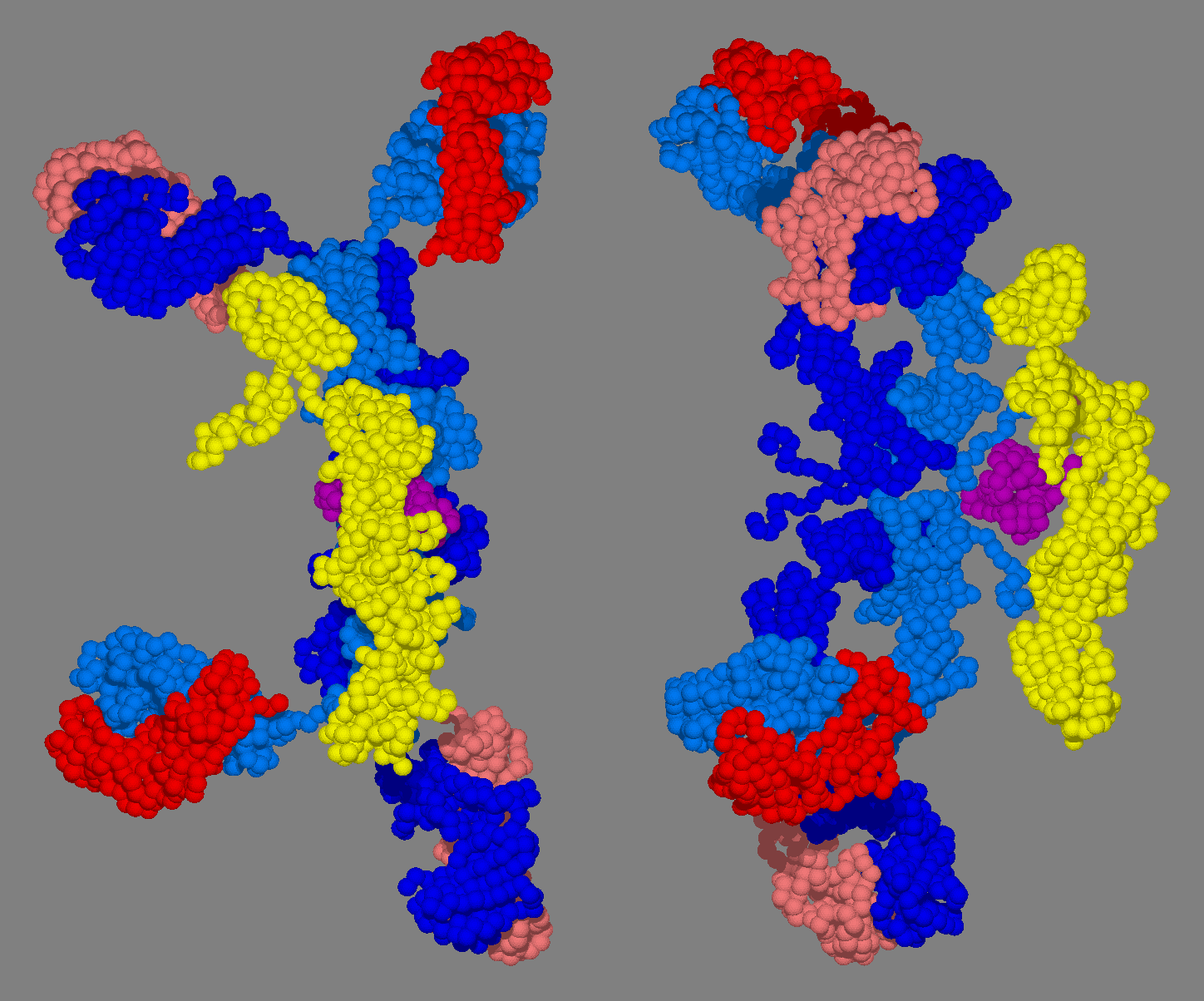
Deux vues, l'une tournée à 90 degrés l'une par rapport à l'autre, des chaînes d'acides aminés comprenant l' IgA2 sécrétoire. Les couleurs sont les suivantes : chaînes H (bleu et bleu clair), chaînes L (rouge et rouge clair), chaîne J (magenta) et composant sécrétoire (jaune). Les coordonnées de chaque atome de carbone de l'épine dorsale ont été dérivées de l' entrée de la PDB 3cm9.

Les immunoglobulines A (IgA, également appelée IgAs dans leur forme sécrétoire) sont un isotype d'anticorps qui joue un rôle crucial dans la fonction immunitaire des muqueuses. La quantité d'IgA produite par le système immunitaire des muqueuses est supérieure à celle de tous les autres types d'anticorps combinés. En termes absolus, entre trois et cinq grammes sont sécrétés chaque jour dans la lumière intestinale. Cela représente jusqu'à 15% de la totalité des immunoglobulines produites dans le corps.
Elles constituent une première ligne de défense immunitaire contre les toxines et les agents infectieux présents dans l'environnement. Dans l'intestin, la production d'IgA est fortement induite au cours de la colonisation des nouveau-nés par la flore intestinale, acquise au cours de l'accouchement et dans les heures qui suivent. Le lait maternel contient également des IgA, qui sont ainsi transmises passivement au nouveau-né par l'allaitement.
L'IgA a deux sous-classes (IgA1 et IgA2) et peut être produite sous forme monomère ou dimérique. La forme dimérique IgA est la plus répandue et est également appelée IgA sécrétoire (IgAs). L'IgAs est la principale immunoglobuline présente dans les sécrétions muqueuses, notamment les larmes, la salive, la sueur, le colostrum et les sécrétions des voies génito-urinaires, gastro-intestinales, de la prostate et de l'épithélium respiratoire. On la trouve également en petites quantités dans le sang. Le composant sécrétoire de IgAs empêche l'immunoglobuline d'être dégradée par les enzymes protéolytiques. Ainsi, les IgAs peuvent survivre dans l'environnement gastro-intestinal sévère et offrent une protection contre les microbes qui se multiplient dans les sécrétions corporelles. Les IgAs peuvent également inhiber les effets inflammatoires d'autres immunoglobulines. L'IgA est un faible activateur du système du complément et n'opsonise que faiblement.

## Sous-classes et conformations
Chez l'homme, il existe deux sous-classes d'IgA, appelées IgA1 et IgA2, qui se distinguent à la fois par leur structure et par leur distribution dans l'organisme. La différence en termes de structure est que la région charnière entre le domaine variable et le domaine constant est plus long dans les IgA1 que dans les IgA2. Ceci permet aux IgA1 de se fixer à des antigènes bivalents (2 épitopes) plus éloignés l'un de l'autre et avec une meilleure affinité que les IgA2, mais confère également une sensibilité plus importante aux enzymes protéolytiques produites par certaines bactéries. La différence en termes de distribution dans l'organisme est que les IgA circulantes ne comportent que des IgA1, alors que les IgA des muqueuses comportent à la fois des IgA1 et des IgA2.

### L'IgA existe sous deux sous-types: IgA1 et IgA2
Les isotypes IgA1 et IgA2 sont deux protéines fortement glycosylées. Alors que les IgA1 prédominent dans le sérum (~ 80%), les pourcentages d'IgA2 sont plus élevés dans les sécrétions que dans le sérum (~ 35% dans les sécrétions). Le rapport entre les cellules sécrétant IgA1 et IgA2 varie selon les différents tissus lymphoïdes du corps humain:
- L'IgA1 est la sous-classe prédominante d'IgA présente dans le sérum. La plupart des tissus lymphoïdes ont une prédominance de cellules productrices d'IgA1[14].
- Dans IgA2, les chaînes lourdes et légères ne sont pas liées par un pont disulfure, mais par des liaisons non covalentes. Dans les tissus lymphoïdes sécréteurs (par exemple, le tissu lymphoïde associé à l'intestin ou GALT), la part de la production d'IgA2 est plus importante que dans les organes lymphoïdes non sécréteurs (par exemple la rate, les ganglions lymphatiques périphériques).

Des anticorps IgA1 et IgA2 ont été trouvés dans des sécrétions externes comme le colostrum, le lait maternel, les larmes et la salive, où l'IgA2 est plus importante que dans le sang. Les antigènes polysaccharidiques ont tendance à induire plus d'IgA2 que les antigènes protéiques.
Les deux IgA1 et IgA2 peuvent être sous forme liée à la membrane. ( voir récepteur des cellules B )

### L'IgA sécrétoire ou SIgA
Il est également possible de distinguer les formes d'IgA en fonction de leur localisation, soit sérique soit sécrétoire.
Dans les IgA sécrétoires, forme retrouvée au niveau des épithéliums, des dimères de 2 monomères d'IgA sont liés par deux protéines supplémentaires; en tant que tel, le poids moléculaire de slgA est de 385.000 D. L'une d'entre elles est la chaîne J (chaîne de jonction), qui est un polypeptide de masse moléculaire 15 kD, riche en cystéine et structurellement complètement différente des autres chaînes d'immunoglobuline. Cette chaîne est formée dans les cellules B sécrétrices d'IgA et liée de façon covalente à l'IgA.
La sécrétion des dimères d'IgA nécessite la présence du composant sécrétoire (80 kD). Cette molécule provient de la protéolyse de la partie extra-cellulaire du récepteur polymérique des immunoglobulines ou pIgR en anglais (130 kD) qui est responsable de la transcytose des IgA dimériques (mais non monomères) au travers les cellules épithéliales et dans les sécrétions telles que les larmes, la salive, la sueur et le liquide digestif.
L'addition de ces deux protéines permet d'augmenter la demi-vie des IgA sécrétoires (en comparaison avec les IgA sériques) en les stabilisant et les protégeant des enzymes protéolytiques présente dans les sécrétions.

## Rôle de l'IgA sécrétoire dans la réponse immunitaire

### Induction et sécrétion
L'activation des lymphocytes B et la production d'anticorps nécessite généralement une coopération avec les lymphocytes T auxiliaires, et notamment la co-stimulation de CD40 sur les lymphocytes B et de son ligand CD40L sur les lymphocytes T helpers ou LT auxiliaires. La production d'IgA est encore mal connue et montre quelques incompréhensions quant à la régulation fine de celle-ci, il est d'ailleurs à noter que la plupart de ces données sont issues de modèles murins. Ainsi, l'IgA peut être induite par les lymphocytes T régulateurs, et également par les lymphocytes Th17 . Récemment un sous-type de lymphocytes CD4 RORγ+ Treg ont été liés à une plus faible sécrétion d'SIgA et une augmentation des réponses inflammatoires chez les souris. Il est donc compliqué de comprendre quelles populations de LT CD4 favorisent ou non la production d'SIgA dans les muqueuses, ces populations ayant une forte plasticité. Il est tout à fait possible que les mécanismes soient plus ambivalents que décrit présentement dans la littérature.
Dans ce cas, la commutation de classe entre IgM et IgA est induite par les cellules dendritiques plasmacytoïdes ou les cellules épithéliales à travers la production de BAFF et APRIL et leur interaction avec leurs récepteurs respectifs, BAFF-R et TACI.
La production d'IgA contre des antigènes spécifiques dépend de l'échantillonnage des cellules M et des cellules dendritiques sous-jacentes, de l'activation des cellules T et du changement de classe de cellules B dans le GALT (Tissu lymphoïde associé au tube digestif ou Gut Associated Lymphoid Tissue), les ganglions lymphatiques mésentériques et les follicules lymphoïdes isolés dans l'intestin grêle. La prévalence élevée d'SIgA dans les muqueuses résulte d'une coopération entre les plasmocytes producteurs d'IgA polymérique (IgAp) et les cellules épithéliales muqueuses exprimant un récepteur d'immunoglobuline appelé récepteur d'Ig polymérique (pIgR). Le IgAp est libéré des cellules plasmatiques activées voisines et se lie au pIgR du côté basolatéral des cellules épithéliales. Cela se traduit par le transport de l'IgA à travers les cellules épithéliales de la muqueuse par endocytose et son clivage à partir de pIgR pour une libération dans les sécrétions externes. Les IgA sont relarguées sous la forme de dimères en présence de partie extracellulaire du récepteur aux immunoglobulines polymérique, appelée pièce sécrétoire ou composant sécrétoire, qui confère aux IgA une protection essentielle contre les enzymes protéolytiques et leur permet d'être maintenus dans la couche de mucus surplombant l'épithélium. In fine, les SIgA sont libérées dans la lumière intestinale et vont cibler/contrôler les microbes présents dans les muqueuses.

### Contrôle de la colonisation et de la croissance des microbes

#### IgA et activation du système immunitaire
Contrairement aux IgG, les IgA activent peu le système du complément et l'opsonisation, mais présentent tout de même cette activité :
- Les IgA activent le complément par la voie alternative via la liaison à la lectine mannane, à l’époque du papier les voies lectines et alternatives étaient confondues[27]
- Les IgA sont capables d’activer le complément par leur fragment F(ab)2, en plus de leur fragment Fc, c’est-à-dire par le domaine variable, à la différence des IgG qui lient le complément par leur domaine constant (Fc)[28]
- Les IgA possèdent différentes capacités d’activation selon leurs conformations : IgA polymériques > IgA dimériques > IgA monomériques [27]

Les IgA sont souvent présentées comme tolérogéniques, agissant davantage en neutralisant des toxines, des virus ou des bactéries sans entraîner de réaction inflammatoires. La fixation des IgA aux micro-organismes de la flore intestinale peut également faciliter l'échantillonnage de ces microorganismes au niveau des plaques de Peyer, grâce à l'activité des cellules M, cellules épithéliales capable d'effectuer la transcytose inverse des SIgA couplées à un antigène avant de les présenter aux cellules dendritiques,. Les différentes sous-classes et conformations de l'IgA possèdent d'ailleurs une capacité d'activation des cellules dendritiques différentielle.
Les SIgA possèdent deux grands mécanismes de contrôle de la colonisation des micro-organismes: l'inclusion immunitaire et l'exclusion immunitaire.

#### Exclusion immunitaire, une immunité dirigée contre les pathogènes et les pathobiontes
Les mécanismes d'exclusion immunitaire visent à exclure les micro-organismes pathogènes et pathobiontes du système intestinal ou pulmonaires pour ne citer que ceux-ci. Cette neutralisation implique à la fois le domaine variable et le domaine constant des IgA. Le domaine variable des IgA se fixe dans des régions spécifiques des toxines ou des microorganismes et empêche, par gêne stérique, leur interaction avec des récepteurs de l'épithélium. Le domaine constant des IgA, quant à lui, contient des motifs polysaccharidiques mimant des récepteurs de l'épithélium avec lesquels pourraient se fixer les toxines ou les microorganismes. Les toxines ou les microorganismes recouverts par les SIgA sont ainsi amenés dans la lumière intestinale et sont éliminés progressivement par péristaltisme, ce mécanisme semble dépendant de la vitesse de division des bactéries, les pathogènes se divisant plus vite seraient rapidement contenu sous forme d'agrégats et éliminés par le péristaltisme.
Les SIgA sont également capable d’entraîner des changements transcriptionnels chez les bactéries, le ciblage répété de la flagelle des Protéobactéries entraîne l'arrêt de sa transcription et l'arrêt de sa production selon un mécanisme dépendant du TLR5.

#### Inclusion immunitaire, une immunité favorisant la colonisation des microbes commensaux
Les SIgA ont également la capacité de se lier aux microbes commensaux. Leur activité d'inclusion immunitaire permet de faciliter la colonisation de bactéries importantes aux activités de digestion ou de métabolisation, parmi ces bactéries ont peu trouver Akkermansia muciniphila ou Bifidobacterium bifidum par exemple. D'autre part, la fixation des IgA aux bactéries commensales favorise la formation de biofilms qui empêchent la colonisation par d'autres bactéries potentiellement pathogènes. En 2018, Donaldson et al, montrent que l'IgA est nécessaire pour la colonisation de certaines souches commensales au niveau du mucus en ciblant un antigène de surface. Ce papier finit d'introduire le concept de niche écologique grâce à la médiation de la colonisation par les SIgA. Les chaînes oligosaccharidiques du composant d'IgA peuvent s'associer à la couche de mucus située au sommet des cellules épithéliales expliquant la capacité des SIgA à créer des niches écologiques pour les bactéries commensales.
L'absence de SIgA dans les modèles de souris déficientes pour le PIgR montrent plus de signes d'inflammation et une plus forte susceptibilité aux colites induites par DSS. Ces effets sont sans doute des conséquences de la diminution de l'exclusion immunitaire mais également du changement des communautés commensales du fait de l'absence d'inclusion immunitaire. La relation des SIgA avec les bactéries est encore mal comprises de par la complexité de sa régulation immunitaire mais également par la complexité des relations hôtes-microbes.

## Physiologie

### IgA sérique
Dans le sang, les IgA interagissent avec un récepteur Fc appelé FcαRI (ou CD89), qui est exprimé sur les cellules immunitaires effectrices, afin de déclencher des réactions inflammatoires. La fixation de FcαRI sur des complexes immuns contenant des IgA entraîne une cytotoxicité à médiation cellulaire dépendante des anticorps (ADCC), une dégranulation des éosinophiles et des basophiles, une phagocytose par les monocytes, les macrophages et les neutrophiles, ainsi que le déclenchement de l'activité respiratoire explosive par les leucocytes polymorphonucléaires.

## Pathologies associées

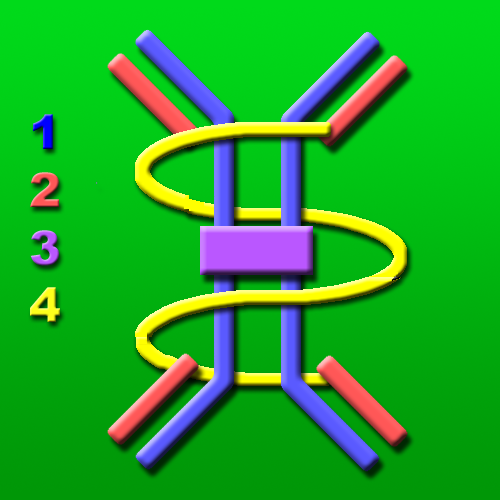
Immunglobuline A sous forme de dimère. 1-chaîne H 2-chaîne L 3-chaîne J 4-composant sécrétoire

### Génétique
Un taux d'IgA diminué ou absent en raison d'une incapacité héréditaire à produire de l'IgA est appelée déficit sélectif en IgA, dont la prévalence est à peu près de 1 sur 400 dans les pays occidentaux, est le déficit humoral le plus courant chez l'homme. Bien que pouvant être parfois associé à des infections des voies respiratoires ou digestives et pouvant produire un déficit immunitaire cliniquement significatif, ce phénotype est généralement à bas bruit. Ceci pourrait s'expliquer par des mécanismes de compensation, comme une production accrue des IgM et des IgG. La déficience sélective en IgA entraîne également une dérégulation des communautés bactériennes intestinales (sans doutes dans les autres sites du corps mais il n'existe pas de preuves scientifiques pour le moment), l'IgM sécrétées en compensation ne semble pas être aussi efficace pour réguler les pathogènes et conserver les commensales.
Les anticorps anti-IgA, parfois présents chez les personnes dont l'IgA est faible ou absente, peuvent entraîner de graves réactions anaphylactiques lors de la transfusion de produits sanguins contenant par ailleurs de l'IgA. Cependant, la plupart des personnes soupçonnées de réactions anaphylactiques à IgA avaient présenté des réactions généralisées aiguës qui avaient une origine autre que la transfusion d’anti-IgA.

### Microbienne
Les espèces Neisseria, y compris Neisseria gonorrhoeae (qui cause la blennorragie), Streptococcus pneumoniae et Haemophilus influenzae de type B libèrent toutes une protéase qui détruit les IgA. De plus, il a été démontré que les espèces de Blastocystis avaient plusieurs sous-types qui génèrent des enzymes protéases aspartiques et cystéiques qui dégradent les IgA humaines.

### Auto-immune et à médiation immunitaire
Il existe plusieurs pathologies liées à la fixation anormale de complexes IgA-antigènes à des récepteurs cellulaires, comme la maladie cœliaque ou la néphropathie à IgA.
La maladie cœliaque implique une pathologie des IgA en raison de la présence d’anticorps anti-endomysiaux IgA,.
La néphropathie à IgA est causée par des dépôts d’IgA dans les reins. On ne sait pas encore pourquoi les dépôts d’IgA se produisent dans cette maladie chronique. Certaines théories suggèrent qu'une anomalie du système immunitaire entraîne ces dépôts.
Le purpura de Henoch-Schönlein (HSP) est un trouble systémique provoqué par des dépôts d'IgA et du composant 3 du complément (C3) dans les petits vaisseaux. HSP survient généralement chez les petits enfants et concerne la peau et les tissus conjonctifs, le scrotum, les articulations, le tractus gastro-intestinal et les reins. Il suit généralement une infection des voies respiratoires supérieures et disparaît en quelques semaines à mesure que le foie élimine les agrégats d'IgA.
La dermatose bulleuse à IgA linéaire et le pemphigus à IgA sont deux exemples de maladies immuno-bulleuses à médiation par les IgA. Les maladies immuno-bulleuses à médiation IgA peuvent souvent être difficiles à traiter même avec des médicaments habituellement efficaces tels que le rituximab.

### Induction par des médicaments
La vancomycine peut induire une dermatose bulleuse à IgA linéaire chez certains patients.

## Voir également